# Watkinsville
Watkinsville é uma cidade  localizada no estado americano de Geórgia, no Condado de Oconee.

## Demografia
Segundo o censo americano de 2000, a sua população era de 2097 habitantes.
Em 2006, foi estimada uma população de 2709, um aumento de 612 (29.2%).

## Geografia
De acordo com o United States Census Bureau tem uma área de 8,3 km², dos quais 8,3 km² cobertos por terra e 0,0 km² cobertos por água. Watkinsville localiza-se a aproximadamente 238 m acima do nível do mar.

## Localidades na vizinhança
O diagrama seguinte representa as localidades num raio de 20 km ao redor de Watkinsville.